# Hans Kosterlitz
Hans Walter Kosterlitz FRS (27 tháng 4 năm 1903 – 26 tháng 10 năm 1996) là một nhà sinh học người Anh sinh ra ở Đức..

## Tiểu sử
Kosterlitz nhận bằng bác sĩ y khoa tại Đại học Humboldt Berlin. Ông di cư đến Scotland vào năm 1934, sau khi Đức Quốc xã tiếp quản ở Đức dẫn đến luật chống độc quyền cấm ông làm việc tại Charité ở Berlin. Vụ việc khiến anh sốc và anh trốn sang Anh, và sau khi có được công việc ở Anh, anh đã có thể có được nơi trú ẩn an toàn cho mẹ, anh trai và vợ chưa cưới Hanna. Ông gia nhập đội ngũ nhân viên của Đại học Aberdeen cùng năm, với tư cách là Trợ lý của Khoa Sinh lý học. Trong những năm qua, ông là Uỷ viên giảng dạy Carnegie, Giảng viên, Giảng viên cao cấp, và cuối cùng là Độc giả. Năm 1968, Aberdeen thành lập một Khoa Dược lý mới, do Kosterlitz đứng đầu là giáo sư cho đến năm 1973, khi ông trở thành giám đốc đơn vị nghiên cứu nghiện ma túy của trường đại học.
Kosterlitz nổi tiếng với công việc là một trong những người khám phá chính của các endorphin. 
Ông kích thích con chuột bị cô lập ống dẫn tinh bằng điện và ghi lại co thắt bằng một đa giác. Sau đó, anh ta phát hiện ra rằng nếu bạn thêm thuốc phiện vào dung dịch, cơ bắp sẽ không co lại. Opiates ức chế sự co thắt.
Những cơn co thắt này sau đó đã được tìm thấy để tiếp tục với sự hiện diện của cả opiate và thuốc đối kháng như naloxone. Sau đó, endorphin nội sinh đã được phát hiện bằng cách áp dụng não lơn tế bào đồng nhất tế bào vào bộ máy. Điều này gây ra các cơn co thắt chấm dứt. Mức độ mà thuốc phiện chất chủ vận ức chế sự co bóp của ống dẫn tinh chuột và các mô khác như chuột lang ileum, có liên quan cao đến hiệu lực của nó như là một thuốc giảm đau.
Kosterlitz đã được trao Giải thưởng Scheele vào năm 1977 và nhận chung với Albert Giải thưởng Lasker với John Hughes và Solomon H. Snyder vào năm 1978 cho nghiên cứu của mình trong việc khám phá các thụ thể thuốc phiện và phối tử tự nhiên của chúng. Trung tâm Kosterlitz tại Đại học Aberdeen, được khai trương vào ngày 16 tháng 9 năm 2010, được đặt tên để vinh danh ông.
Hans Kosterlitz đã kết hôn, từ năm 1937, với Hanna Greßhöner. Con trai của họ, J. Michael, là Giáo sư Vật lý tại Đại học Brown, người đã giành được Giải Nobel Vật lý năm 2016